# Сант-Амброджо (Флоренция)
Церковь Сант-Амброджо (итал. Chiesa di Sant'Ambrogio — Церковь Святого Амвросия) — католический храм во Флоренции, расположенный на одноимённой площади в восточной части исторического центра, к северу от церкви Санта-Кроче. Церковь хранит ценнейшие произведения искусства, выполненные на протяжении веков. Несмотря на то, что многие из них ныне перенесены в галерею Уффици, храм остаётся одним из самых богатых в художественном отношении в городе.

## История
Впервые церковь упоминается в 988 году как здание, возведённое на том месте, где в 393 году святой Амвросий Медиоланский принимал гостей во Флоренции, но, возможно, она ещё старше и была построена в VII веке. Во времена миланского епископства Амвросия до возведения Арнольфо ди Камбио последнего круга городских стен в 1284—1310 годах этот район располагался за пределами центра города, в открытой сельской местности. Полихромная терракотовая скиния со статуей работы Джованни Делла Роббиа на одной из сторон площади изображает миланского епископа, благословляющего прохожих. Здание было существенно перестроено архитектором Джованни Баттиста Фоджини в XVII веке.

## Евхаристическое чудо в Сант-Амброджо
Церковь, принадлежавшая бенедиктинским монахиням, жившим в соседнем монастыре, 30 декабря 1230 года стала местом чуда, предшествующего более известному чуду в Больсене, после которого был установлен праздник «Праздник Тела и Крови Христовых» (Corpus Domini, 1264). Приходской священник по имени Угуччоне нашёл несколько капель живой крови вместо евхаристического вина в потире, с которым он накануне отслужил мессу и не вымыл его должным образом. Кровь тут же собрали в хрустальную ампулу, поставили в известность епископа и городское духовенство. Первый реликварий с сосудом с чудотворной кровью был изготовлен во времена епископа Арденго Тротти (1231—1247). Евхаристическое чудо превратило храм Сант-Амброджо в место паломничества.

## Архитектура и произведения искусства в церкви
Из-за большого стечения народа церковь Сант-Амброджо в конце XIII века была расширена и перестроена в готическом стиле. План сохранился до нашего времени почти без изменений: прямоугольный зал с одним нефом и приподнятым пресбитерием. Мраморный алтарь в Капелле Мизерикордии (Девы Марии Милосердной) был спроектирован Мино да Фьезоле. Картина Филиппо Липпи «Коронование Девы», выполненная для главного алтаря церкви в 1441—1447 годах, ныне находится в галере Уффици.
По сторонам расположены два боковых придела, из которых самый большой слева — «Капелла Чуда» (la Cappella del miracolo), украшенная столетием позднее. Около 1486 года Козимо Росселли расписал капеллу на тему «Чудо Евхаристии» и события, считающегося выдающимся в местной истории: процессия 1340 года с демонстрацией чудесной крови, которая должна была спасти Флоренцию от чумы (с автопортретом художника).
Фреска «Мадонна дель латте» (Madonna del latte), или «Мадонна, кормящая Младенца, на троне со святыми Варфоломеем и Иоанном», приписываемая школе Андреа Орканья (в прошлом также считавшаяся работой Аньоло Гадди) справа у входа, датируется несколькими десятилетиями позднее.
В церкви имеются и другие произведения искусства, приписываемые Андреа Орканье, Аньоло Гадди, Никколо Джерини, Лоренцо ди Биччи, Мазаччо, Филиппо Липпи, Сандро Боттичелли, Алессио Бальдовинетти, Фра Бартоломео и Леонардо дель Тассо.
В церкви Сант-Амброджо похоронены живописец Доменико ди Микелино и Франческо Граначчи, художник эпохи Возрождения, друг Микеланджело Буонарроти, а также скульптор и резчик по дереву Леонардо дель Тассо, также современник Микеланджело, который выполнил, в частности, деревянную статую Святого Себастьяна, стоящую в той же церкви.

## Галерея

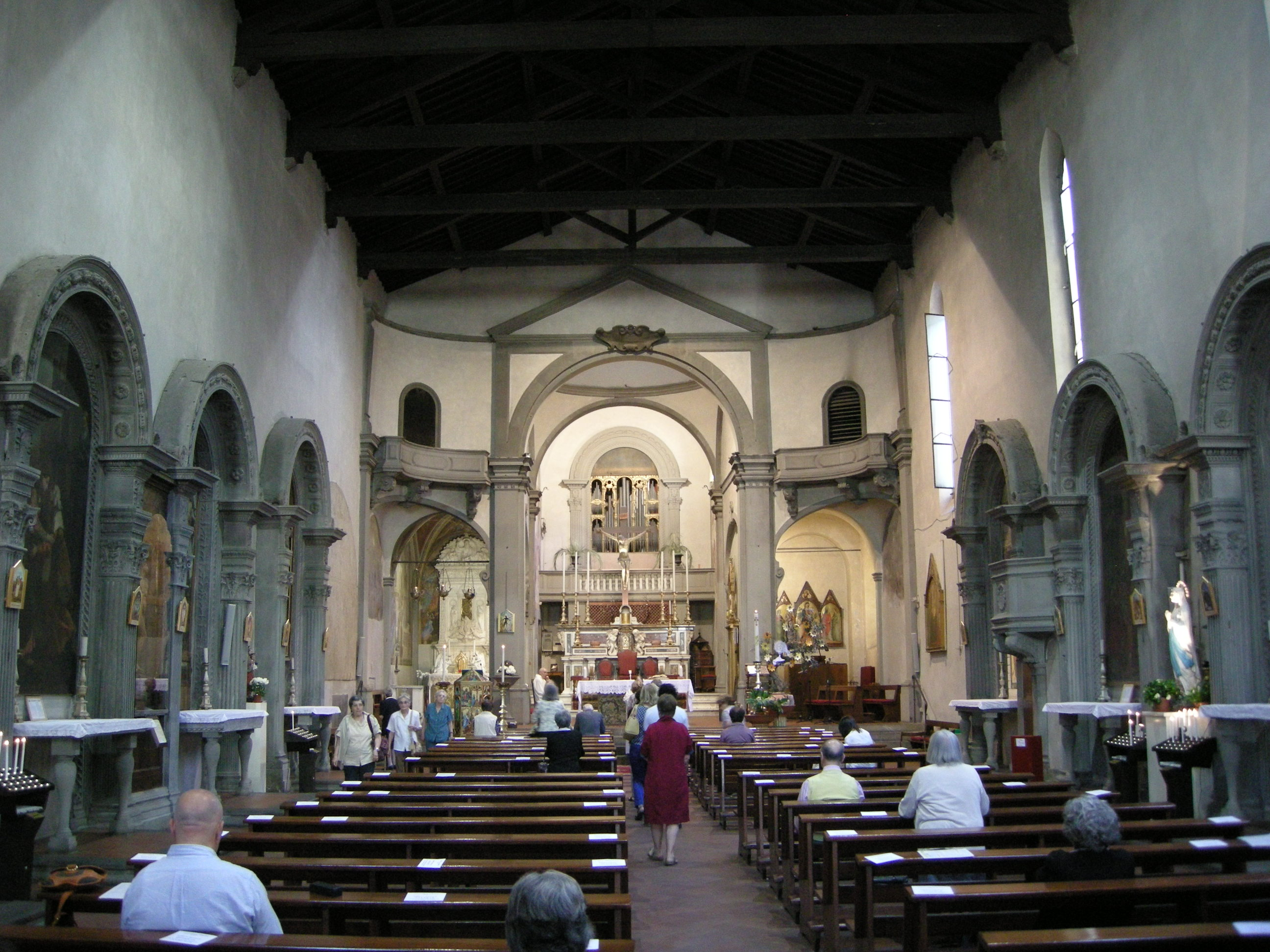
Интерьер церкви
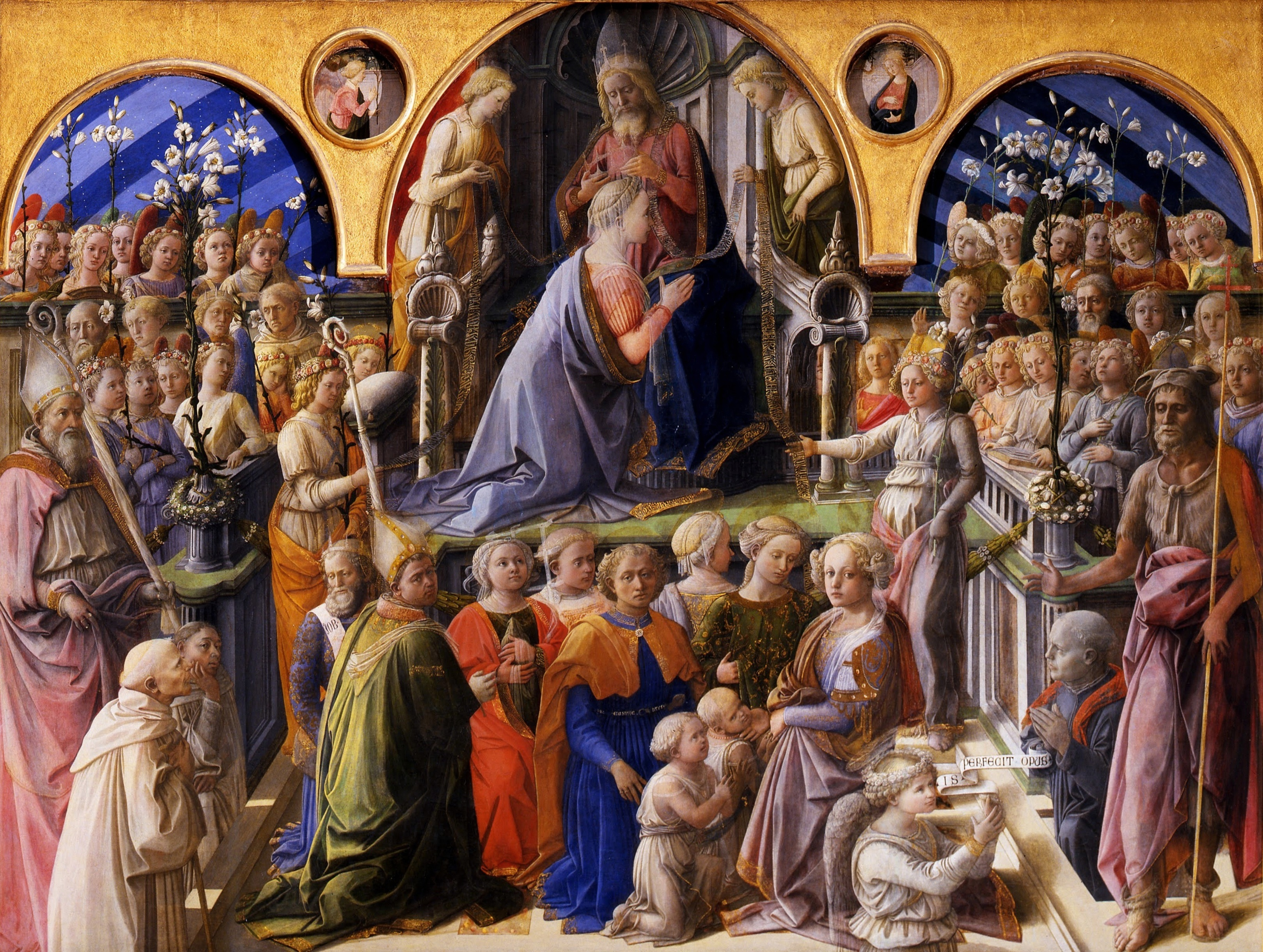
Фра Филиппо Липпи. Коронование Богоматери. 1441–1447. Дерево, темпера. Галерея Уффици, Флоренция
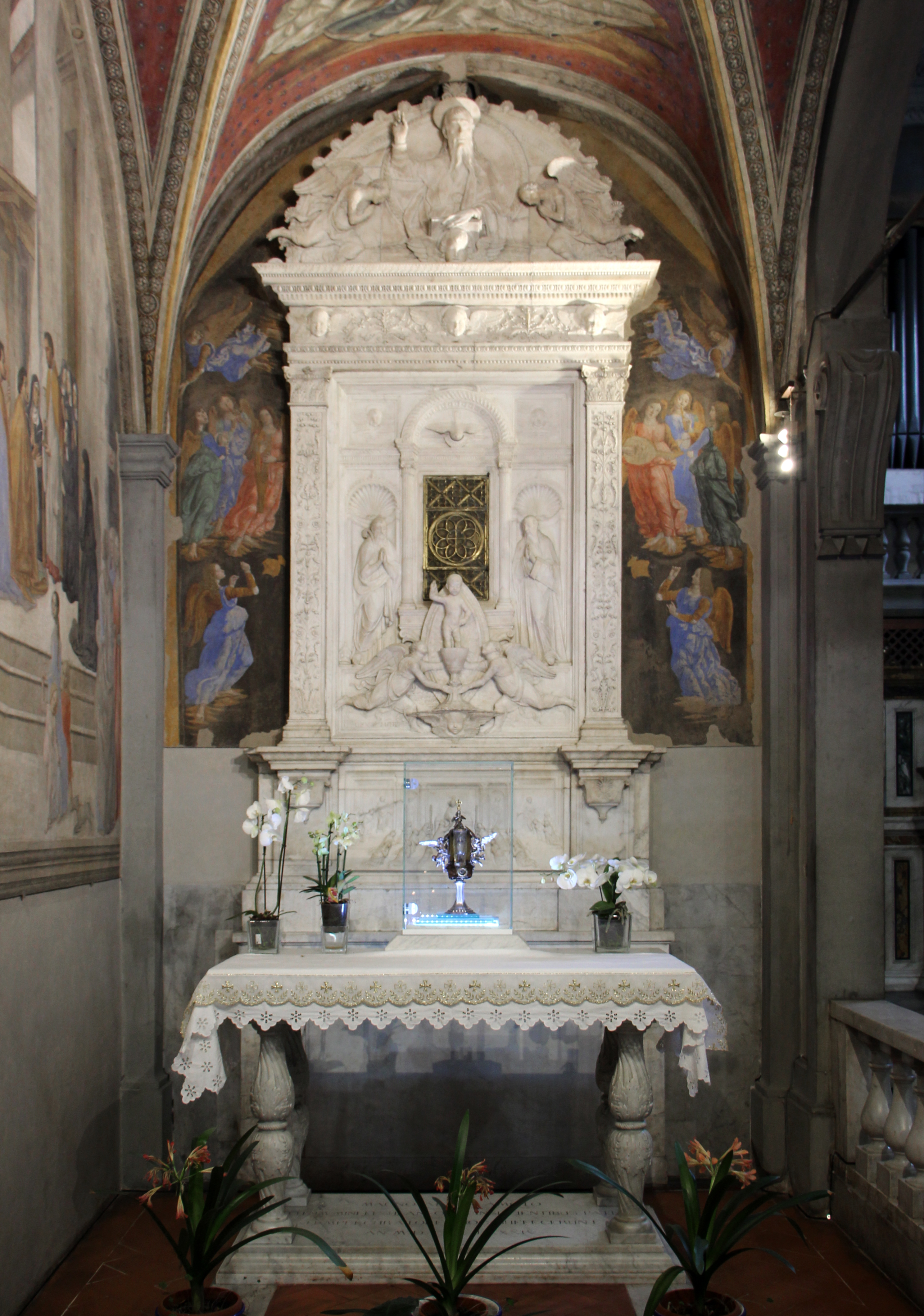
«Капелла Чуда»
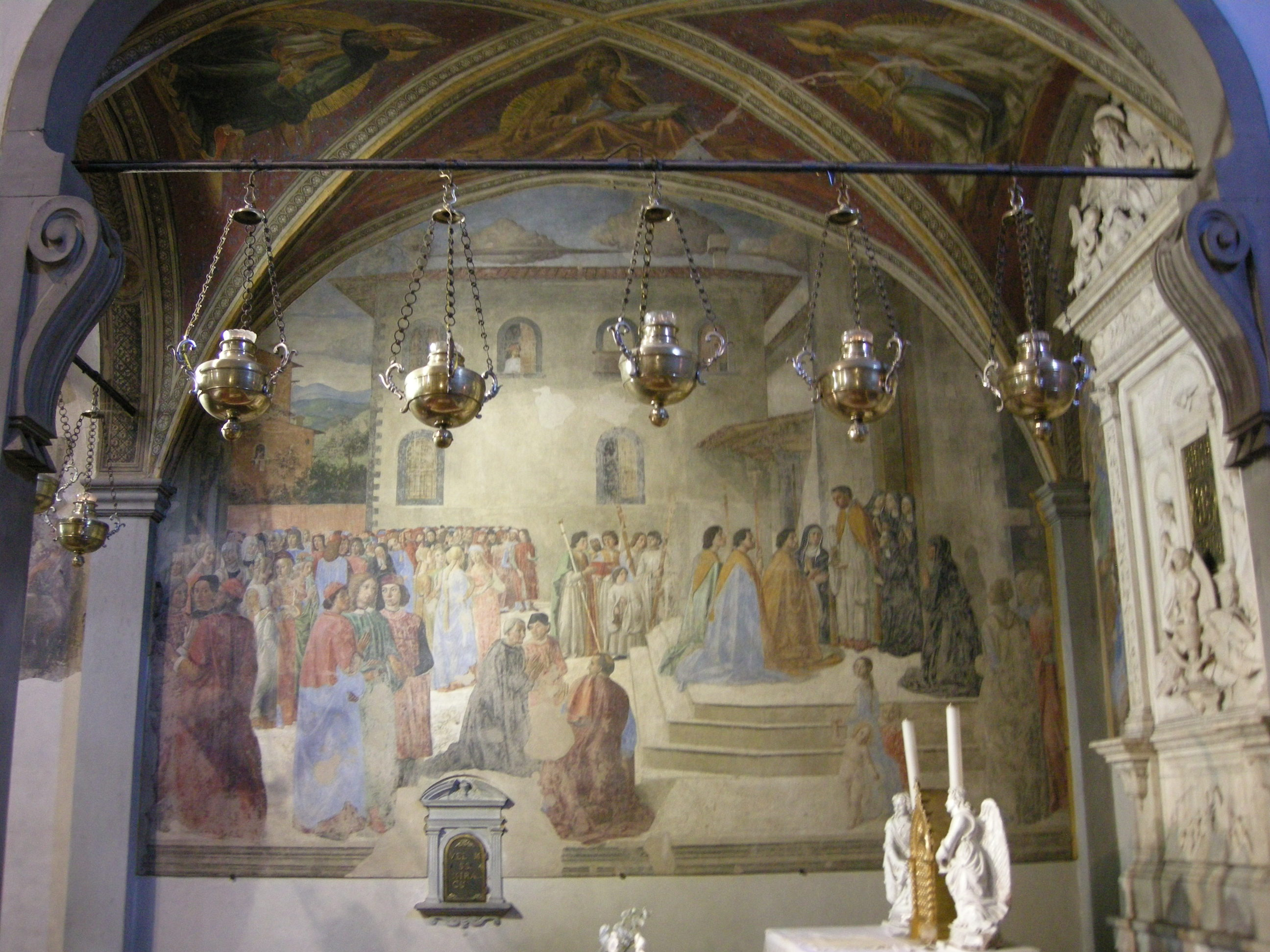
«Капелла Чуда». Фреска К. Росселли
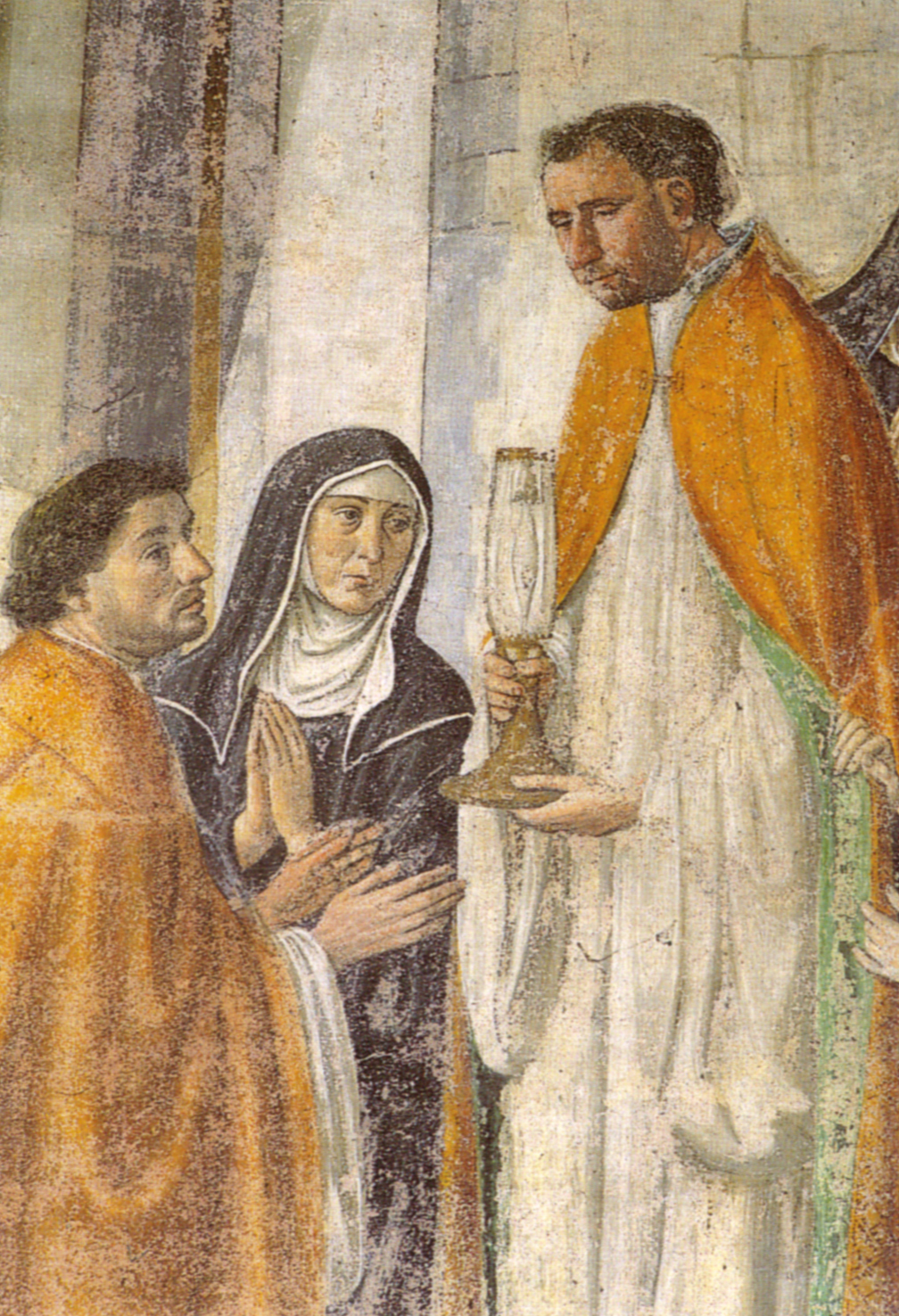
К. Росселли. Деталь росписи «Капеллы Чуда». Ок. 1486
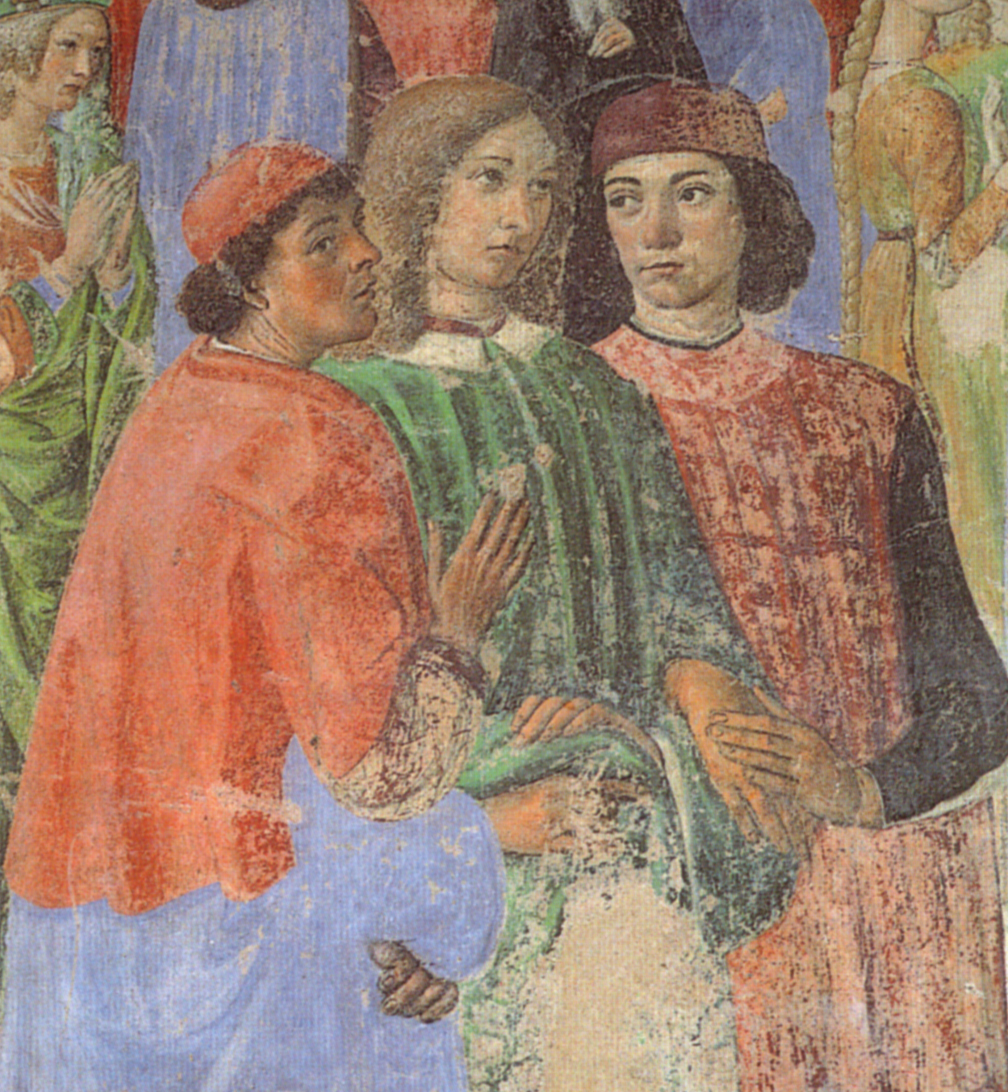
К. Росселли. Деталь росписи «Капеллы Чуда». Изображены три члена Платоновской академии Медичи: слева, возможно, архитектор Альберти, в центре Пико делла Мирандола, справа Анджело Полициано
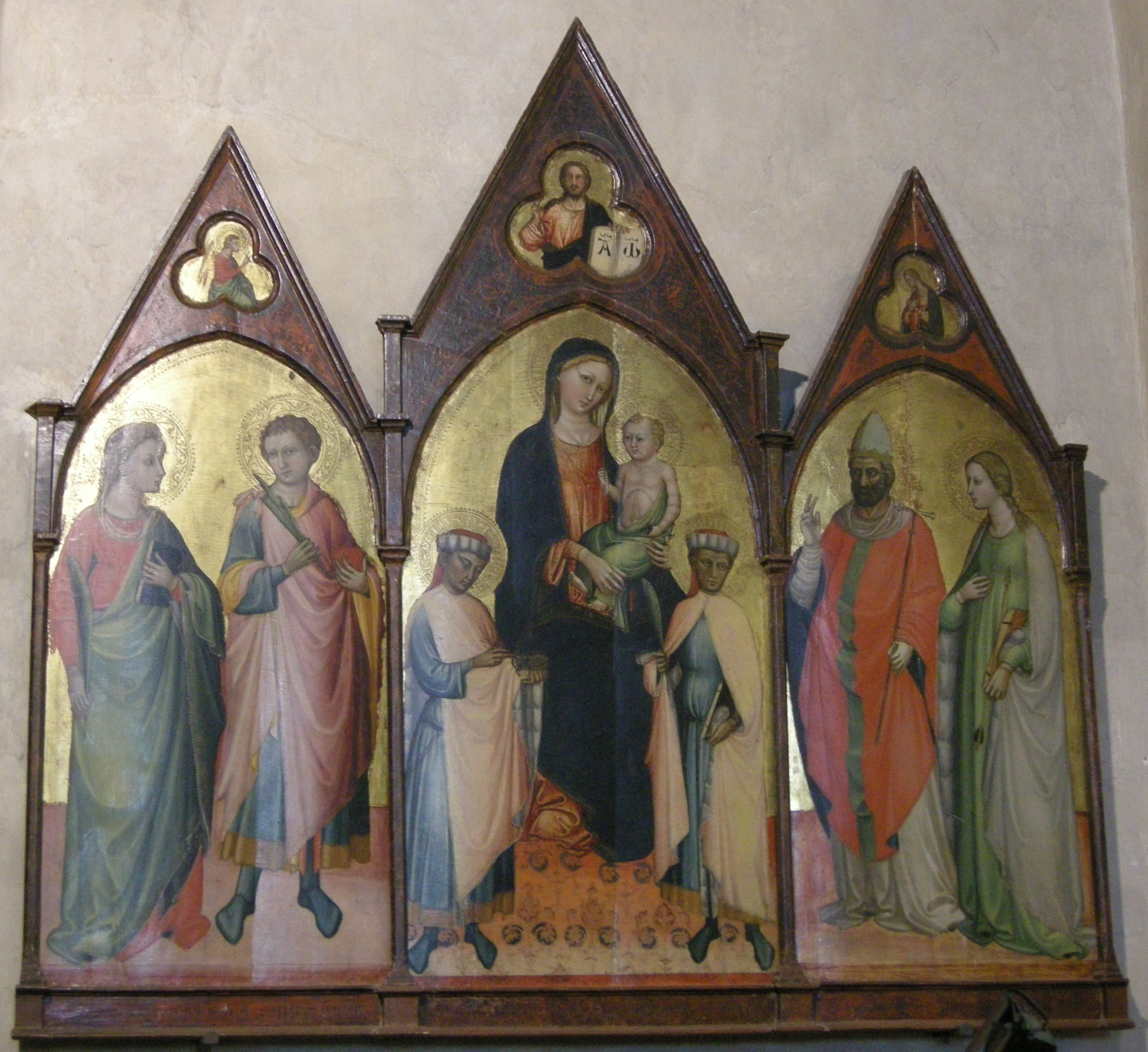
Лоренцо ди Биччи. Мадонна с Младенцем и святыми.
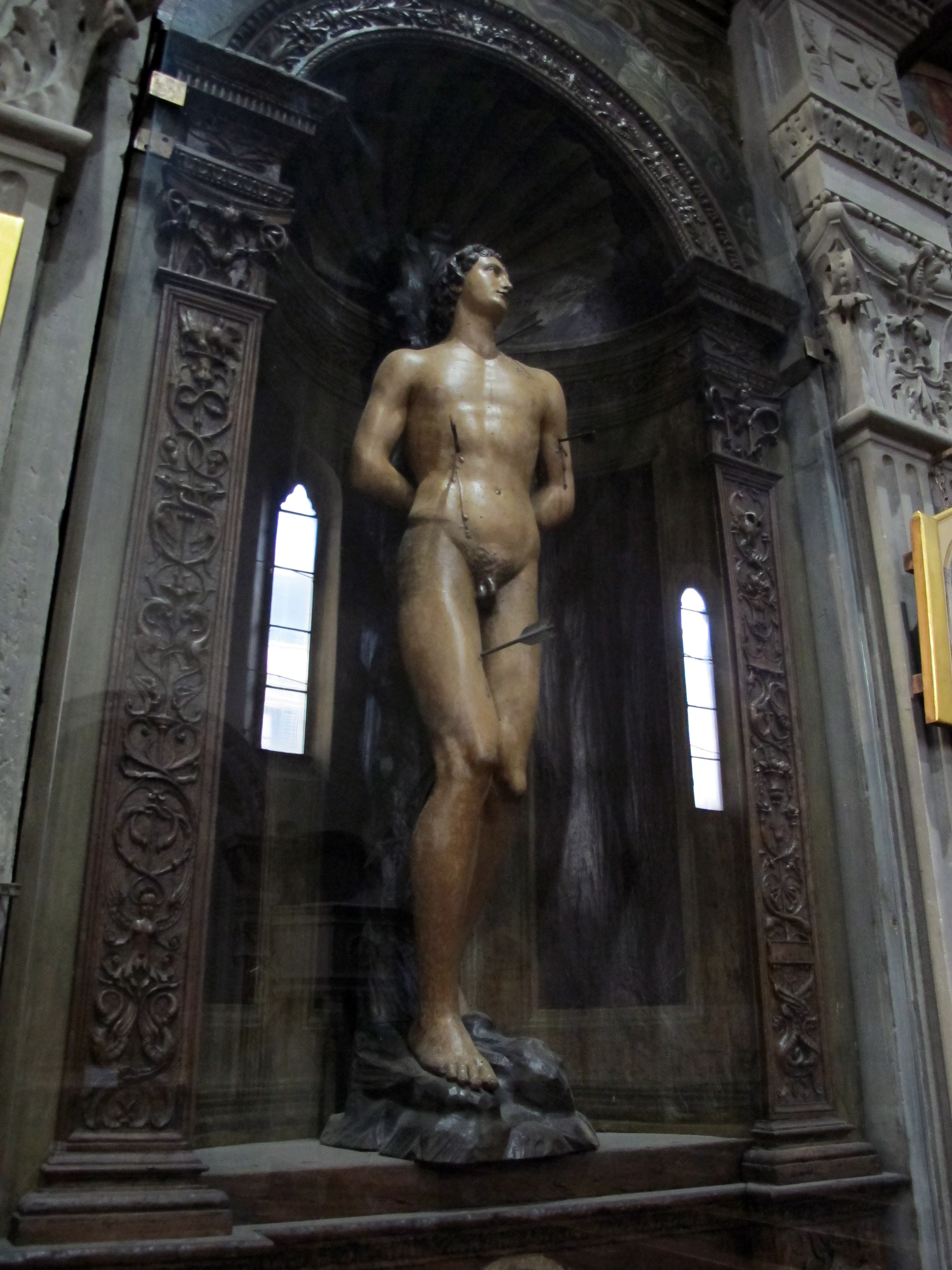
Леонардо дель Тассо. Табернакль Святого Себастьяна. Ок. 1490